# Barteria dewevrei
Barteria dewevrei är en passionsblomsväxtart som beskrevs av De Wild. och Th. Dur.. Barteria dewevrei ingår i släktet Barteria och familjen passionsblomsväxter. Inga underarter finns listade i Catalogue of Life.